# 韦德角
韦德角是巴西米纳斯吉拉斯州的一个市镇。总面积367.47平方公里，总人口14024人，人口密度38.2人/平方公里。